# Liste der Bodendenkmäler in Rüthen
Die Liste der Bodendenkmäler in Rüthen enthält die denkmalgeschützten unterirdischen baulichen Anlagen, Reste oberirdischer baulicher Anlagen, Zeugnisse tierischen und pflanzlichen Lebens und paläontologischen Reste auf dem Gebiet der Stadt Rüthen im Kreis Soest in Nordrhein-Westfalen (Stand: Juli 2020). Diese Bodendenkmäler sind in Teil B der Denkmalliste der Stadt Rüthen eingetragen; Grundlage für die Aufnahme ist das Denkmalschutzgesetz Nordrhein-Westfalen (DSchG NRW).
| Bild                   | Bezeichnung                                              | Lage                                    | Beschreibung | Bauzeit        | Eingetragen seit | Denkmal- nummer |
| ---------------------- | -------------------------------------------------------- | --------------------------------------- | ------------ | -------------- | ---------------- | --------------- |
| BW                     | Flächen am ehemaligen Burgtor                            | Rüthen Ritterstraße Karte               |              |                |                  |                 |
| BW                     | Naus Hagen                                               | Rüthen Schneringer Str. Karte           |              |                |                  |                 |
| BW                     | Teilstück der Stadtmauer                                 | Rüthen Grüner Weg/Oesternstraße Karte   |              |                |                  |                 |
| BW                     | Friedhof                                                 | Rüthen Ritterstraße 72 Karte            |              |                |                  |                 |
| BW                     | Teilstück der Stadtmauer                                 | Rüthen Ecke Ritterstraße Karte          |              |                |                  |                 |
| BW                     | Außenwall                                                | Rüthen Grabenweg/Lippstädter Str. Karte |              |                |                  |                 |
|                        | ehem. Stadtbefestigung + Außenwall                       | Rüthen zw. Stadt und Burg Rüthen        |              |                |                  |                 |
| BW                     | Teilstück der ehem. Stadtbefestigung (unbeb. Grundstück) | Rüthen Grabenweg Karte                  |              |                |                  |                 |
| weitere Bilder         | Hachtor                                                  | Rüthen Karte                            |              |                |                  |                 |
|                        | Oesterntor                                               | Rüthen                                  |              |                |                  |                 |
| weitere Bilder         | Graben zw. Hachtor und Rombergturnhalle                  | Rüthen Karte                            |              |                |                  |                 |
|                        | Schneringertor                                           | Rüthen                                  |              |                |                  |                 |
|                        | Burg Rüthen                                              | Rüthen                                  |              |                |                  |                 |
|                        | Fundgut in der ehemaligen Rüdenburg in Rüthen            | Rüthen                                  |              |                |                  |                 |
|                        | 6 Grabhügel                                              | Rüthen                                  |              |                |                  |                 |
|                        | Wallburg Schafköppe                                      | Rüthen                                  |              |                |                  |                 |
|                        | Landwehr am Rabenknapp                                   | Rüthen                                  |              |                |                  |                 |
| BW                     | ehemalige Spitze Warte                                   | Rüthen Karte                            |              |                |                  |                 |
|                        | Hohlwege zur Stadt                                       | Rüthen                                  |              |                |                  |                 |
|                        | Stadtmauer                                               | Rüthen                                  |              |                |                  |                 |
| Pfarrkirche Ostervelde | Pfarrkirche Ostervelde                                   | Kallenhardt Karte                       |              | Karolingerzeit |                  |                 |
| BW                     | Grabhügel nördlich Sudlindenkopf                         | Kallenhardt Karte                       |              |                |                  |                 |
| BW                     | Römerlager Kneblinghausen                                | Kneblinghausen Karte                    |              |                |                  |                 |
| BW                     | Grabhügel                                                | Meiste Karte                            |              |                |                  |                 |
| BW                     | Grabhügelgruppe                                          | Meiste Karte                            |              |                |                  |                 |
| BW                     | Grabhügel                                                | Menzel Karte                            |              |                |                  |                 |
|                        | Grabhügelgruppe                                          | Nettelstädt                             |              |                |                  |                 |
| BW                     | Grabhügel                                                | Nettelstädt Karte                       |              |                |                  |                 |
| BW                     | Grabhügel                                                | Oestereiden Karte                       |              |                |                  |                 |